# 沙哈达
沙哈达（Shahada）是印度马哈拉施特拉邦嫩杜巴尔县的一个城镇。总人口49697（2001年）。

## 人口
该地2001年总人口49697人，其中男性25742人，女性23955人；0—6岁人口7164人，其中男3717人，女3447人；识字率71.15%，其中男性为76.81%，女性为65.07%。